# 上施莱斯海姆
上施莱斯海姆（德語：Oberschleißheim，發音：[oːbɐˈʃlaɪsˌhaɪm] ⓘ）是德国巴伐利亚州上巴伐利亚行政区慕尼黑县的市镇，与下施莱斯海姆相邻，面积30.32平方千米，2023年12月31日人口为11,984人。